# Monument américain (Saint-Nazaire)
Le Monument américain, aussi surnommé le Sammy ou le « soldat de la Liberté », est une statue commémorant l’arrivée des troupes américaines à Saint-Nazaire, à partir de 1917. Elle est réalisée par la sculptrice américaine Gertrude Whitney et est inaugurée en 1926 à Saint-Nazaire.

## Descriptif
La statue représente un soldat américain de la Première guerre mondiale arrivant sur la côte à dos d'aigle. Le soldat brandit une épée. La statue est faite entièrement de bronze. Elle fait une hauteur de 4 mètres et est disposée sur un socle en pierre d'une haute de 15 mètres (19 mètres au total). Ce monument est installé sur un rocher en mer, face au boulevard de l'océan à Saint-Nazaire.

## Histoire
En 1917, les américains entrent en guerre et choisissent pour débarquer le port de Brest et le port de Saint-Nazaire. Au cours de l'été 1917, 200 000 soldats américains, 858 navires et 3 millions de tonnes de matériel arrivent à Saint-Nazaire. Ils sont accueillit en héros par les habitants. Présents jusqu'en 1919, cette co-habitation durant cette période de guerre aura scellée une union entre la nation des États-Unis et la ville de Saint-Nazaire.
L’idée d’un mémorial pour Saint-Nazaire apparait aux États-Unis dès 1923. C'est le major Roynon Chomeley-Jones qui en a l'idée. Cet ancien soldat de la Force expéditionnaire américaine est resté 15 mois à Saint-Nazaire. De la même manière que les Français ont offert la statue de la Liberté aux Américains en 1886, il imagine leur rendre la pareille au travers d'un mémorial. L’idée séduit les New-Yorkais jusqu’aux illustres membres du comité d’honneur de l’association Saint-Nazaire mémorial funds : Le vice-président Dawes et le prix Nobel de la Paix Elihu Root.
L'association Américaine "Saint-Nazaire Association of Base Section 1" commandite en 1924 le mémorial a été réalisé entre 1924 et 1926 par la sculptrice américaine Gertrude Vanderbilt Whitney. La statue a ensuite été inaugurée le 26 juin 1926. De nombreuses personnalités étaient présentes à cette inauguration notamment: Georges Leygues, Ministre  de la Marine, Daniel Vincent, Ministre des travaux Publics, Myron Herrick, ambassadeur des États-Unis, le général Gouraud et le Général Pershing ainsi que François Blancho et Vivant Lacour, maires successifs de la Ville et Gertrude Vanderbilt Whitney.

### Démolition puis reconstruction
En 1941, lors de la Seconde guerre mondiale, la ville de Saint-Nazaire est sous occupation allemande. La statue est alors détruite lors d'un bombardement par les soldats allemands qui voient ce monument comme un signe de la défaite de la guerre 14-18. Cependant, après la guerre, Michel Lugez, passionné d'histoire, souhaite faire reconstruire le mémorial. Il fonde en 1987 le comité pour la reconstruction du monument et finit par réussir à rassembler 3 millions de francs provenant des États-Unis et de la Ville de Saint-Nazaire nécessaires à la reconstruction du Sammy.
Le 26 juin 1989, soit exactement 63 ans après l'inauguration de son prédécesseur, la réplique exacte du mémorial sculptée par Pierre Fouesnant est inaugurée en présence de Jean-Pierre Chevènement, ministre de la Défense et du petit fils du Général Pershing.

## Symbolique
Cette statue, monument de la ville de Saint-Nazaire, représente le débarquement des soldats américains au cours de la Première guerre Mondiale. L'arrivée de 2.5 millions de soldats est représenté par l'aigle, symbole du peuple américain, qui s’agrippe au socle avec ses griffes. Ses ailes sont déployées pour étendre sa protection sur le sol français. Sur son dos, un Doughboy (soldats américains ayant traversé l'Atlantique), pieds joints, genoux fléchis pour amortir son atterrissage. Il tient son épée par la lame, pointe en bas, offre ainsi sa force au peuple français en ouvrant grand ses bras.